# 이정훈 (1970년)
이정훈(李廷勳, 1970년 11월 30일 ~ )은 대한민국의 정치인이다. 하동군의원, 경상남도의원을 지냈다.

## 학력
- 악양초등학교
- 악양중학교
- 경상국립대학교사범대학부설고등학교
- 경상대학교 행정학과 졸업

## 경력
- 하동군 청년연합회 회장
- 2010.07 ~ 2014.06: 제6대 하동군의회 의원
  - 2012.07 ~ 2014.06: 제6대 하동군의회 후반기 의장
- 2018년 7월 1일 ~ 2022년 4월 1일: 제11대 경상남도의회 의원

## 역대 선거 결과
|  | 28.21% |

|  | 17.28% |

|  | 35.16% |

|  | 38.30% |